# 塞尼卡 (密蘇里州)
塞尼卡（英語：Seneca）是位於美國密蘇里州牛頓縣的城市。

## 人口
根據2020年美國人口普查的數據，塞尼卡的面積為6.63平方千米，皆為陸地。當地共有人口2230人，而人口密度為每平方千米336人。